# Croix-Rousse

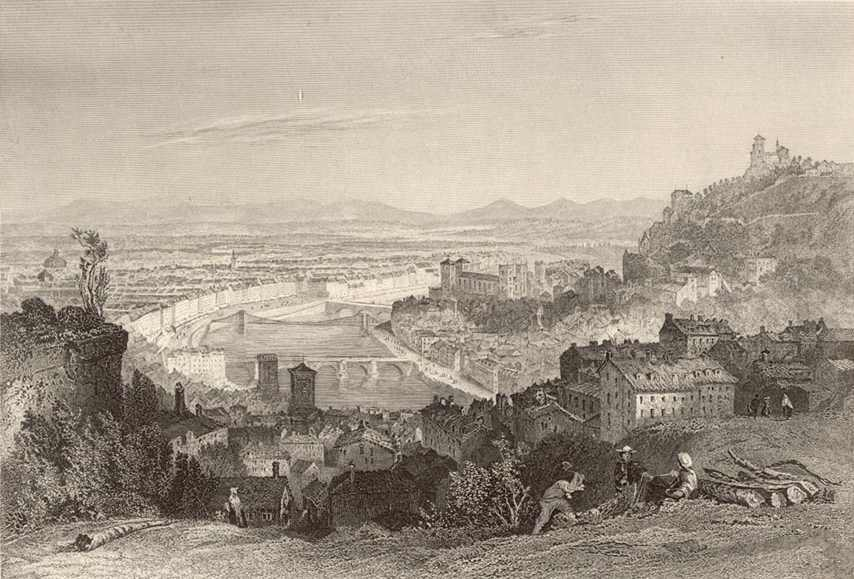
Lyon em 1869, vista da Croix-Rousse

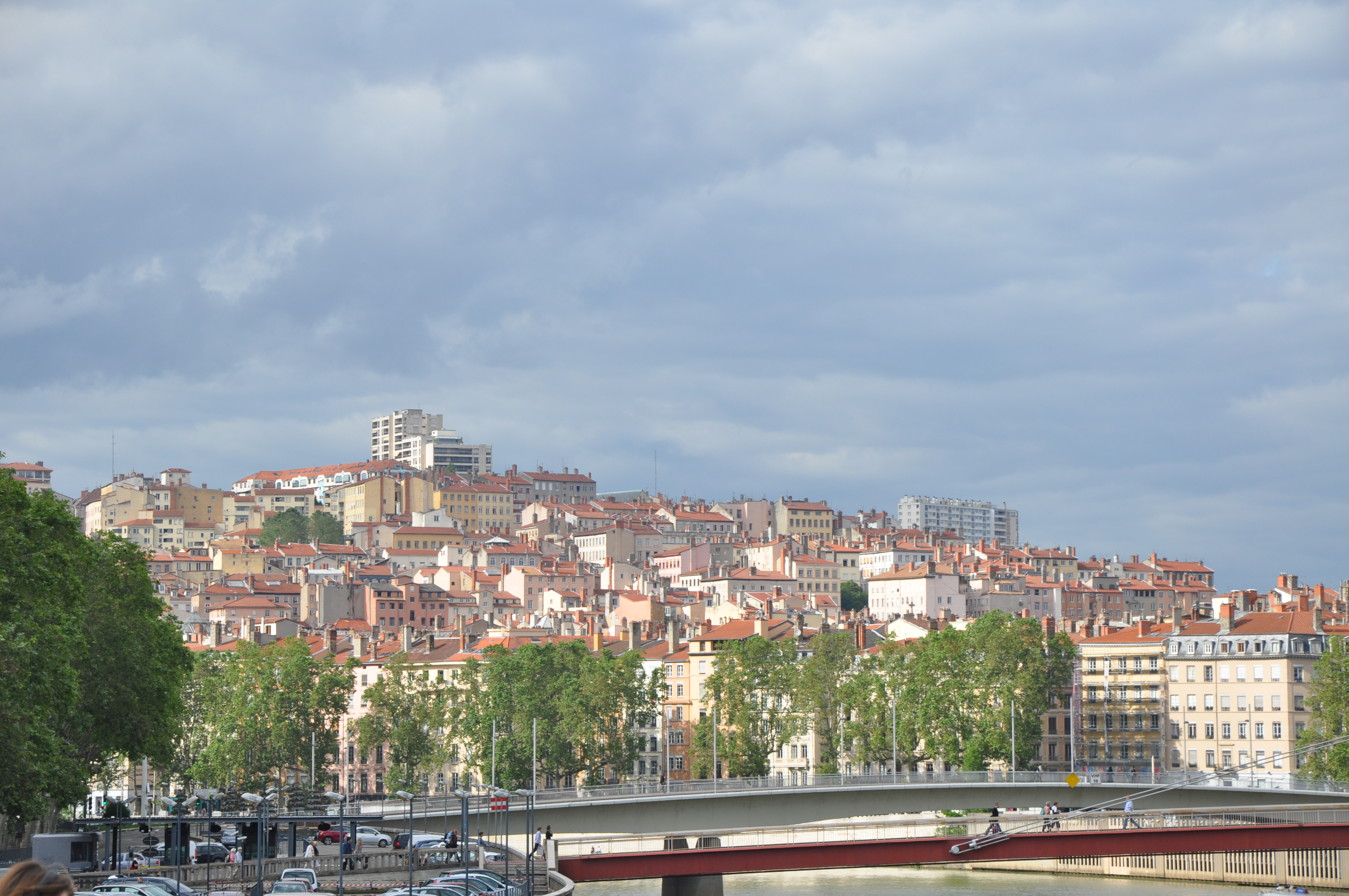
A Croix-Rousse

A Croix-Rousse é uma colina da cidade de Lyon. É também o nome do bairro situado nesta colina, separado em duas entidades: as encostas (les pentes em francês) e o planalto (le plateau em francês).
O nome Croix-Rousse ("Cruz Avermelhada" em português) vem de uma cruz erguida no século XVI, no planalto, feita de pedras douradas de Couzon, de cor ocre.
No século XIX, a colina da Croix-Rousse foi apelidada "o morro que trabalha", em oposição ao "morro que reza" - a colina de Fourvière). De fato, foi um lugar importante de tecelagem industrial da seda, enquanto Fourvière abrigava vários conventos e igrejas.
A Croix-Rousse, parte da antiga comuna de Cuire-la-Croix-Rousse, situada no planalto, foi anexada a Lyon em 1852, sendo o bairro de Cuire anexado à comuna de Caluire-et-Cuire.
Até hoje, a Croix-Rousse é um bairro densamente ocupado, marcado tanto por seu relevo (as encostas), como por seu urbanismo singular e por sua história, preservada nos immeubles Canuts (os prédios das antigas tecelagens) e nos traboules (passagens através dos prédios, ligando uma rua a outra).